# Red Kestrel
Die Red Kestrel ist eine Doppelendfähre der britischen Reederei Red Funnel Ferries.

## Geschichte
Die Fähre wurde unter der Baunummer 1393 auf der Werft Cammell Laird Shiprepairers & Shipbuilders in Birkenhead gebaut. Der Bauvertrag wurde am 14. Februar 2018 geschlossen. Die Kiellegung fand am 31. Mai 2018, der Stapellauf am 19. Februar 2019 statt. Die Fertigstellung des Schiffes erfolgte am 11. April 2019. Die Baukosten beliefen sich auf rund £ 10 Mio.
Die Fähre wurde am 25. April 2019 in Southampton getauft und am 24. Mai in Dienst gestellt. Sie ist die erste Fähre der Reederei, die ausschließlich für die Beförderung von Lkw genutzt wird. Sie verkehrt dafür viermal täglich zwischen Southampton und East Cowes auf der Isle of Wight.

## Technische Daten
Die Fähre wird von zwei Cummins-Dieselmotoren des Typs QSK38 mit jeweils 969 kW Leistung angetrieben. Die Motoren wirken über Untersetzungsgetriebe auf zwei Rolls-Royce-Propellergondeln mit Festpropeller, von denen sich jeweils eine an den beiden Enden des Schiffes befindet. Für die Stromerzeugung stehen zwei Cummins-Dieselgeneratoren des Typs 6B-CP mit jeweils 80 kW Leistung zur Verfügung. Die Fähre verfügt über zwei Maschinenräume, in denen jeweils ein Antriebsmotor und ein Dieselgenerator untergebracht sind.
Die Fähre verfügt über ein offenes Fahrzeugdeck, auf dem auf vier Fahrspuren 265 Spurmeter zur Verfügung stehen. Auf dem Fahrzeugdeck ist Platz für zwölf Lkw. Die Passagierkapazität der Fähre beträgt zwölf Personen. Das Fahrzeugdeck ist über Rampen von beiden Enden der Fähre zugänglich. Die Zufahrtsbreite beträgt 4,44 bzw. 4,70 m.
Das Fahrzeugdeck ist in der Mitte überbaut. Die Durchfahrtshöhe beträgt 5,6 Meter. Im Decksaufbau befindet sich ein Aufenthaltsbereich für die Lkw-Fahrer mit einem Imbiss. Außerdem sind hier die Mannschaftsmesse, ein Büro, ein Waschraum für die Schiffsbesatzung und Toiletten untergebracht. Auf dem darüber liegenden Deck befindet sich die Brücke.